# Herbert-Baum-Gruppe

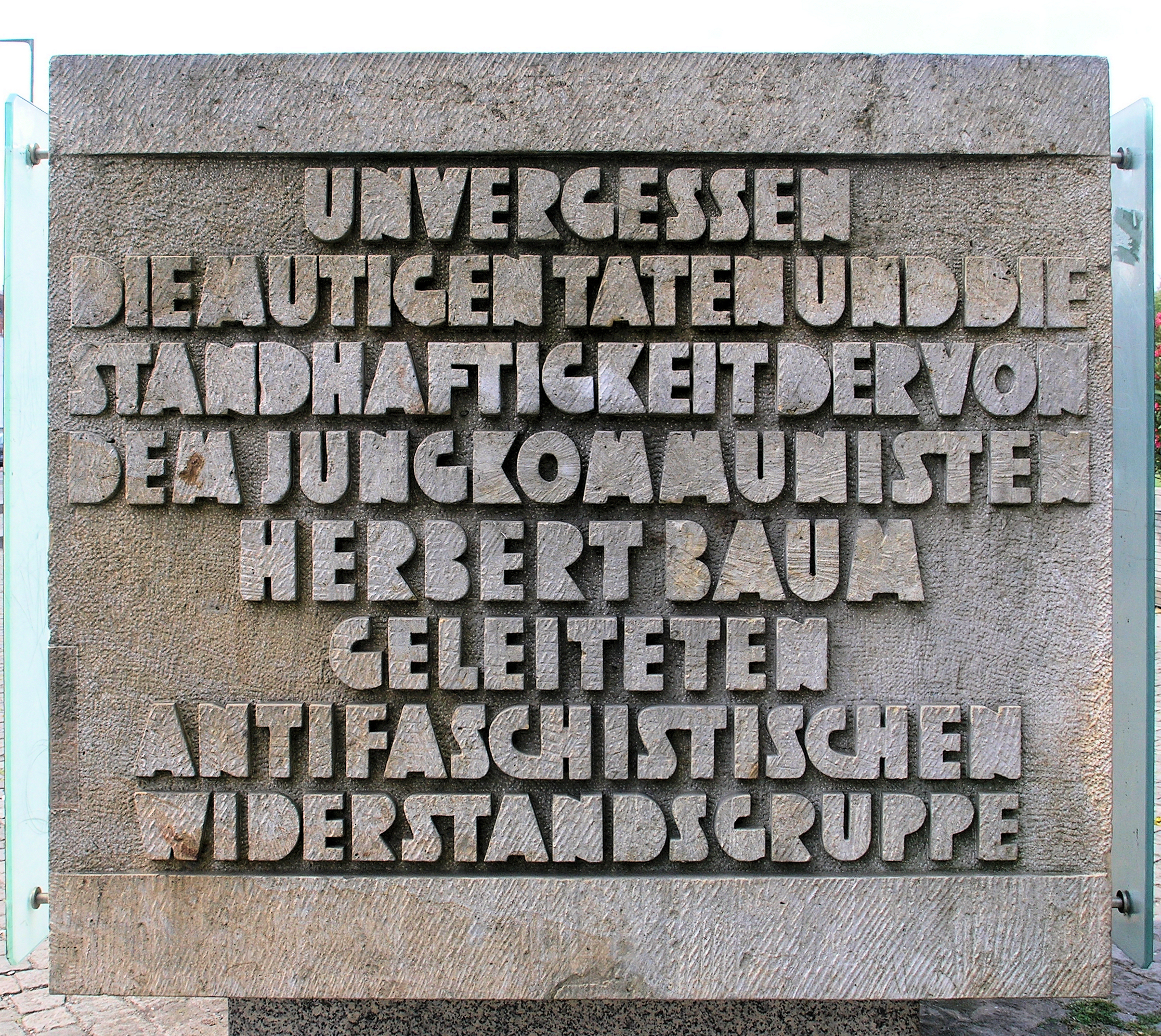
Gedenkstein der Widerstandsgruppe Standort: Am Lustgarten (Mitte)

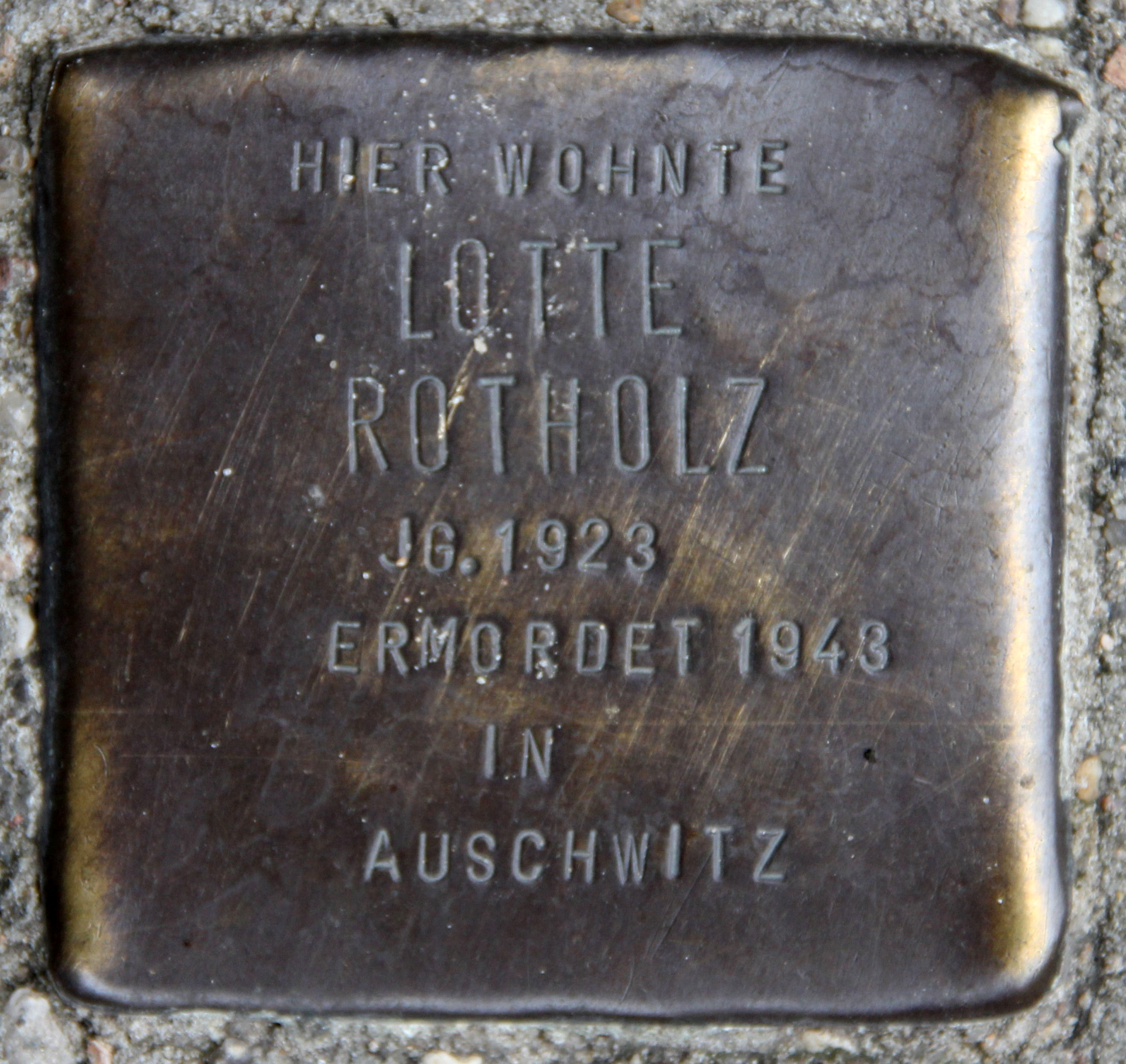
Stolperstein Lotte Rotholz

Die Herbert-Baum-Gruppe war eine jüdisch-kommunistische Widerstandsgruppe in der Zeit des Nationalsozialismus in Berlin.

## Geschichte

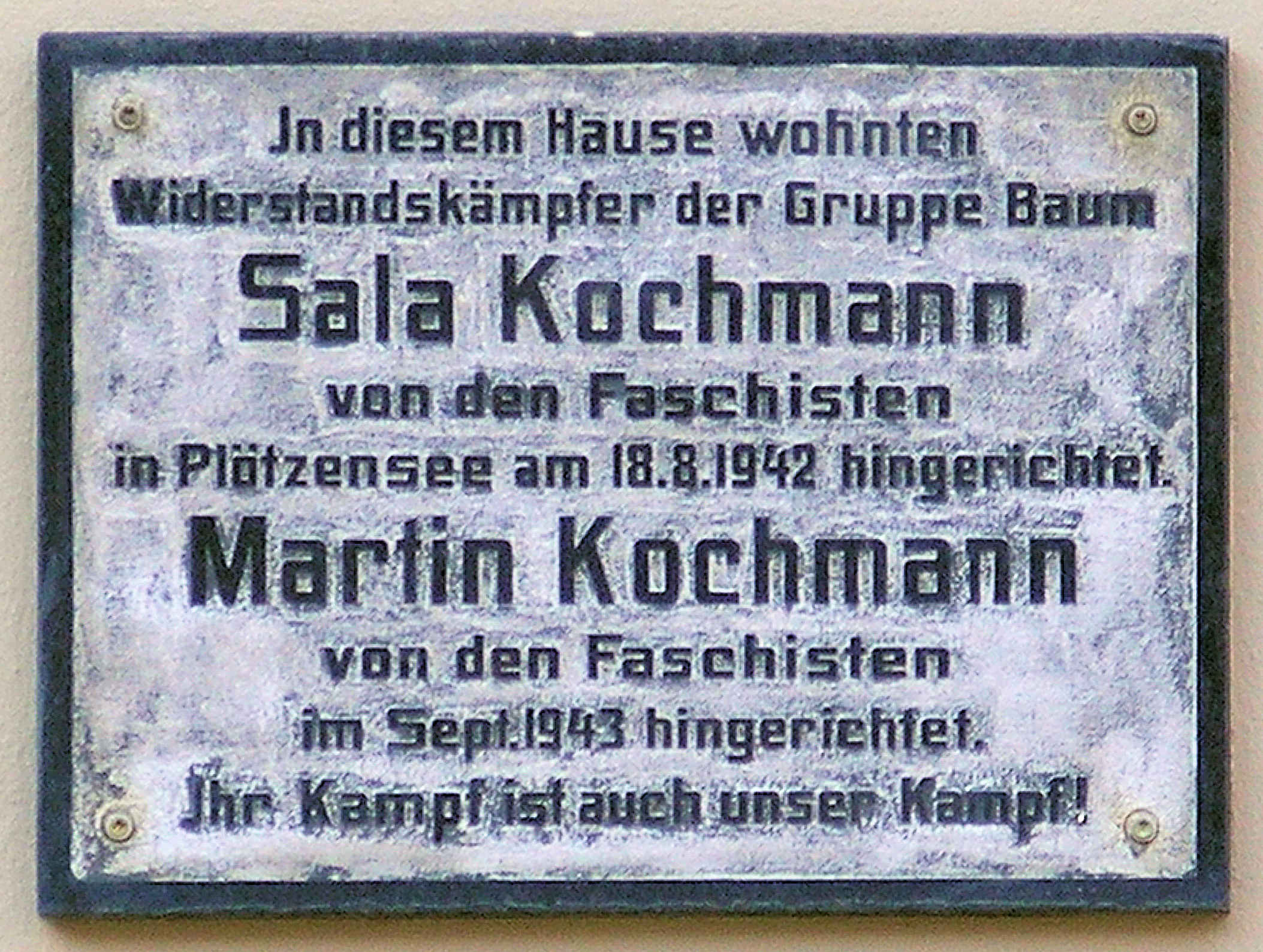
Gedenktafel Martin und Sala Kochmann in der Gipsstraße 3

Die Gruppe wurde 1936 von Herbert Baum gegründet. In dieser Zeit entstanden viele kommunistische Widerstandsgruppen in Berlin, die fast alle miteinander in Verbindung standen. Die meisten Mitglieder kannten sich aus der Jüdischen Jugendbewegung. Den Kern dieser Gruppe bildeten Herbert Baum, seine Frau Marianne Baum, Martin Kochmann und dessen Frau Sala Kochmann. Zeitweilig umfasste die Gruppe etwa 100 Mitglieder. Die Herbert-Baum-Gruppe arbeitete und finanzierte sich völlig eigenständig.
Die Gruppe erstellte Flugblätter und Untergrundzeitungen. Zudem unterstützte sie jüdische Zwangsarbeiter und half Juden beim Untertauchen, um ihre Deportation zu verhindern. Intern wurden zahlreiche politische Diskussionen geführt und die kulturelle Arbeit gepflegt.
Im Oktober 1940 führten die Antifaschisten auf dem jüdischen Friedhof in Berlin-Weißensee eine Aktion durch. Rudi Arndt, ein jüdisches KPD-Mitglied, war im Mai 1940 im KZ Buchenwald von den Nazis ermordet worden. Ihm zu Ehren organisierten sie dort eine Beisetzungsfeier mit ca. 50–60 Teilnehmern. Wie durch ein Wunder hatte es für die Teilnehmer keinerlei Folgen.
In Brainstormings diskutierten mehrere Mitglieder gemeinsam über den Inhalt der Flugblätter und Untergrundzeitungen, wobei Juden in Deutschland damals die Benutzung einer Schreibmaschine nicht erlaubt war. Dieses Problem lösten zwei „arische“ Gruppenmitglieder, die während der Arbeitszeit die Texte heimlich auf einer Schreibmaschine im Keller von Herbert Baum zu Papier brachten. Die Flugblätter wurden entweder postalisch verbreitet oder gezielt an Angehörige bestimmter Berufsgruppen verteilt.
Angesichts der hohen Kosten für die verschiedenen Aktionen, für das Papier, für einen Kopierapparat und die Matrizen beging die Gruppe Diebstähle. Die Mitglieder mussten sogar einen Teil ihres erarbeiteten Einkommens spenden. Im Laufe des Krieges wurde das Papier immer knapper und immer begehrter, was den Preis zusätzlich in die Höhe trieb.

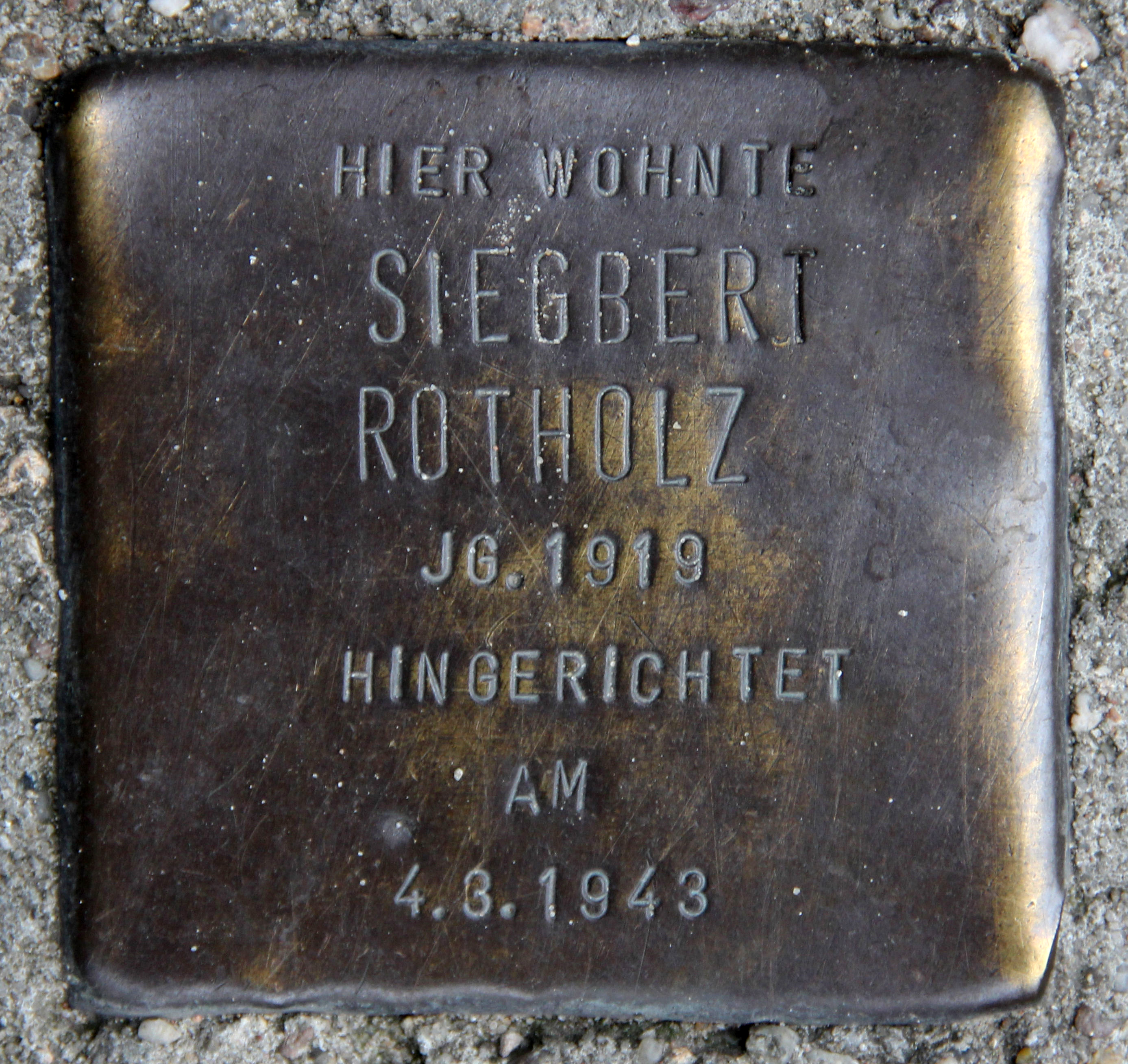
Stolperstein für Siegbert Rotholz

Am 17. Mai 1942 (oder 18. Mai 1942) führten sie einen Brandanschlag auf die Ausstellung „Das Sowjet-Paradies“ durch, eine antisowjetische Propagandaschau der Nazis im Berliner Lustgarten. Wenige Tage später wurde die Widerstandsgruppe aufgedeckt und die meisten Mitglieder wurden verhaftet.

## Hinrichtungen, Ermordungen und Überlebende
Viele Mitglieder wurden in den Jahren 1942 und 1943 in der Hinrichtungsstätte Berlin-Plötzensee hingerichtet, darunter Marianne Baum, Heinz Birnbaum, Adolf Bittner, Herbert Budzislawski, Joachim Franke (Denunziant?), Felix Heymann, Hella Hirsch, Hildegard „Hilde“ Jadamowitz, Arthur Illgen, Heinz Joachim, Marianne Joachim, Martin Kochmann, Sala Kochmann, Karl Kunger, Hildegard Löwy, Hans-Georg Mannaberg, Gerhard Meyer, Hanni Meyer, Helmut Neumann, Heinz Rotholz, Siegbert Rotholz, Werner Schaumann, Werner Steinbrinck, Hans-Georg Vötter und Suzanne Wesse.
Andere wurden bis zum Kriegsende in den Vernichtungslagern im Osten ermordet.
Im KZ Auschwitz starben Kurt Bernhardt, Edith Fraenkel, Alice Hirsch und Lotte Rotholz.
Der Leiter der Gruppe, Herbert Baum, wählte im Juni, kurz nach der Festnahme am 22. Mai 1942, im Untersuchungsgefängnis Berlin-Moabit den Suizid.
Folgende Mitglieder haben den Zweiten Weltkrieg überlebt: Herbert Ansbach, Lisa Behn (geb. Attenberger), Hans Fruck, Ilse Haak, Charlotte Holzer, Richard Holzer, Franz Krahl, Willy May, Walter Sack, Alice Zadek, Gerhard Zadek und Ismar Zöllner.